# 10式雪上車
10式雪上車（ひとまるしきせつじょうしゃ）は、大原鉄工所が製造し陸上自衛隊が装備する雪上車である。通称は「大雪（だいせつ）」。

## 概要
これまで運用してきた78式雪上車の陳腐化が著しくなり、また、各部隊の編成もこれまでの班編制から分隊編成などへ移行となったために78式では性能過大になりつつあることから、諸元などの性能を見直し、新たに導入したのが本形式である。
2010年から徐々に78式を置き換えており、普通科・機甲科・特科などを部隊を主体に更新が始まっている。

## 特性

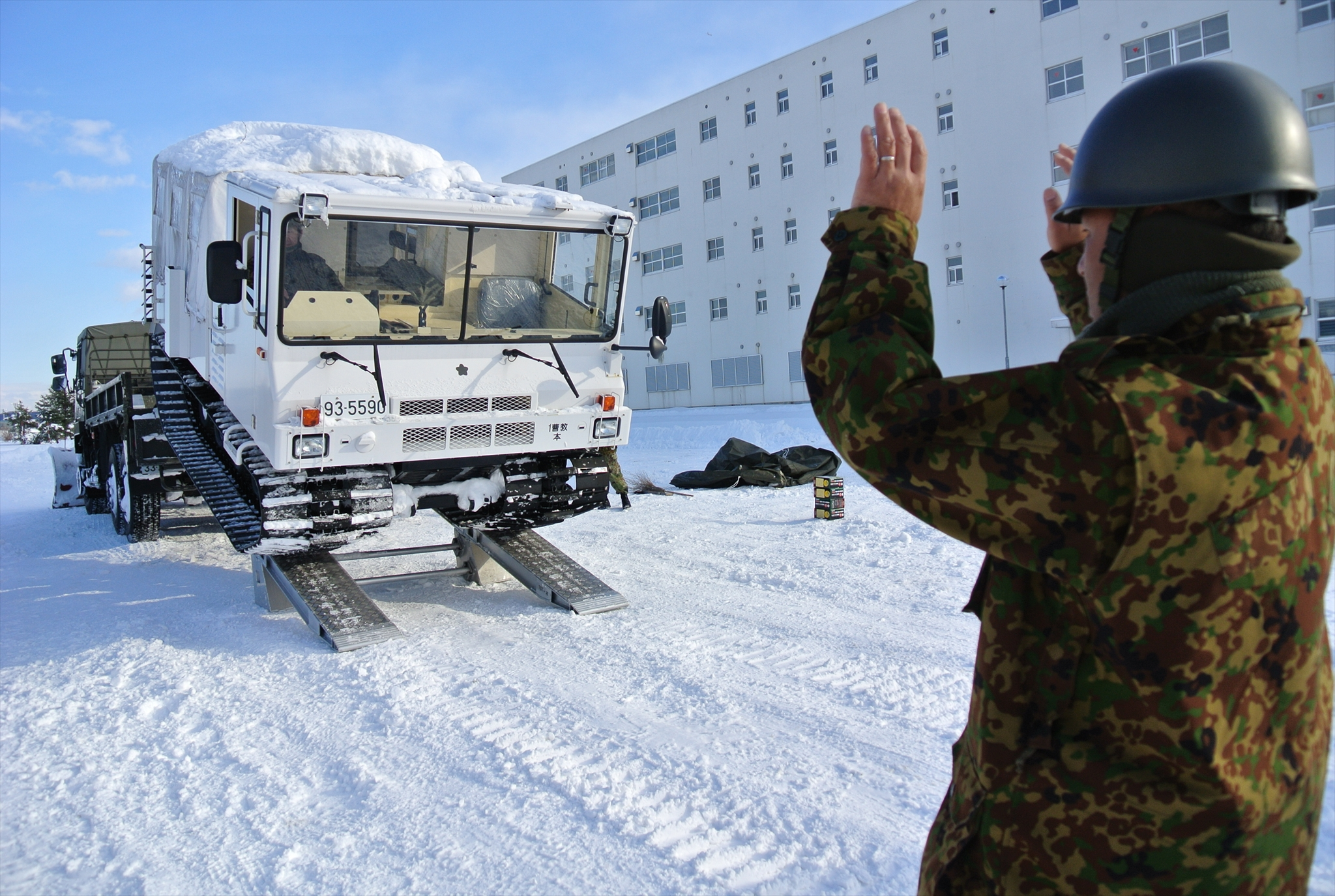
トラックに積載中の10式雪上車

従来導入されてきた78式雪上車を基本としつつもコンパクトかつ操縦性を向上させている。
従来の78式は変速機が5速MTであり、近年入隊する隊員では操縦が難しくなってきたことや、78式では主要機器の多くを73式大型トラックと共通化していたが、73式大型トラックが新型へ移行し部品の確保に支障を生じてきたこと等から、変速機を4速ATに仕様変更し、主要機器に民生品を活用して大幅なコスト削減も図っている。
また、操縦性能も大幅に向上しており、車体の縮小で小回りが利き、操舵も容易にできるよう運転席の大幅なリニューアルもなされている。
78式は、演習や災害派遣などで移動の際に大型トレーラーなどを活用しなければならず、師団等輸送隊や民間のトレーラー会社などの手配が必須であった。いっぽう10式雪上車は73式大型トラックに積載可能なサイズにまとめられており、長距離移動が容易になった点が利点として挙げられる。

## 配備部隊
- 北部方面隊
  - 北部方面総監部：札幌駐屯地（北海道札幌市）
  - 第71戦車連隊：北千歳駐屯地（北海道千歳市）
- 東北方面隊
- 東部方面隊の一部（第12旅団管内）